# تلمبه بنیاد مستضعفان
تلمبه بنیاد مستضعفان یک منطقهٔ مسکونی در ایران است که در دهستان پاریز واقع شده‌است.